# Ciula Mică, Hunedoara
Ciula Mică este un sat în comuna Răchitova din județul Hunedoara, Transilvania, România.

## Imagini

Ciula Mică în Harta Iosefină a Transilvaniei, 1769-1773